# Anthony Stonem
Anthony « Tony » Stonem est un personnage fictif de la série télévisée Skins interprété par Nicholas Hoult. Il apparait dans les saisons 1 et 2 en tant que personnage principal.

## Biographie du personnage
Tony semble être à première vue l'enfant parfait dont rêverait chaque parent : il est séduisant, très populaire à Bristol, il s'en sort bien à l'école, et la plupart des filles donneraient n'importe quoi pour sortir avec lui. Sur le site internet de Skins, dans une section À propos de moi façon Myspace, il explique que son philosophe favori est David Hume, que son roi médiéval préféré est Charlemagne, que son album favori de Primal Scream est Vanishing Point et qu'il adore les pommes de terre.
Tony possède cependant un côté sombre. En dépit de son charme et de sa confiance en soi, il possède un caractère arrogant et se croit souvent supérieur aux autres sans que ceux-ci s'en aperçoivent. Ses professeurs, ses amis, ses parents et ses camarades de classe l'idolâtrent et occultent ses tendances psychopathes. Les personnes principalement exposées à ses méfaits sont souvent ceux qui sont les plus proches de lui : sa petite-amie Michelle et son meilleur ami Sid. Seulement ces quelques personnes sont capables de déceler sa vraie nature. Dans l'épisode Sid, il montre son intérêt pour le contrôle et la manipulation et compare les vies de ceux qui l'entourent à des particules subatomiques. Dans l'épisode The Cat & The Duck des Unseen Skins, Michelle le caractérise comme étant comme de la glace : « froid et transparent ».
Les rencontres sexuelles de Tony sont vastes. Dans l'épisode Michelle, Jal dresse une liste de ses conquêtes. Michelle révèle par la suite à Abigail qu'« il fait l'amour à tout le monde, et même à des garçons » (épisode Tony et Maxxie). Pendant un cours de psychologie, il met en analogie le sexe avec le pouvoir, et sa quête pour les deux fait partie de sa personnalité. Tony est très certainement bisexuel, on peut le voir au fait qu'il tente d'avoir une relation avec Maxxie dans l'épisode Maxxie, au fait qu'il continue à flirter avec ce dernier dans l'épisode Michelle, mais également au fait qu'il amorce une sorte de relation triolique avec sa petite amie Michelle et son meilleur ami Sid dans l'épisode Sid (quand Sid quitte le couple alors en train de danser langoureusement, Tony le rattrape par la main pour le faire rester, le tout dans une ambiance très ambigüe). Cela est aussi visible dès le début de la série dans le premier épisode, en regardant la couette de Tony, qui représente deux corps, côte à côte, d'homme et femme, nus. Lui, est couché dans son lit, au milieu.
Tony aime bien lire et ses lectures nous renseignent sur sa personnalité. Dans Tony, le livre qu'il lit aux toilettes est La Nausée de Jean-Paul Sartre, un roman sur l'existentialisme et la manière de se définir soi-même. Dans l'épisode Sid, on le voit lire Ainsi parla Zarathoustra de Friedrich Nietzsche. Un livre dans lequel les valeurs morales existantes sont traitées. Dans Maxxie et Anwar, il lit Oranges de Jeanette Winterson, livre traitant d'une jeune fille qui découvre son homosexualité. Enfin, dans l'épisode Tony, il lit dans le train le roman de Ayn Rand, La Grève (Atlas Shrugged). En outre, le huitième épisode de la seconde saison montre qu'il a lu des œuvres appartenant aux auteurs Albert Camus et Franz Kafka.
Tony change énormément entre la saison 1 et la saison 2. Il perd la mémoire, sa petite-amie et son meilleur ami. Sid trompera sa confiance en sortant avec Michelle le temps de quelques épisodes. Il n'est plus le garçon dragueur, fumeur et buveur qu'il était. Tout semble s'être écroulé autour de lui, mais il se jurera de tout récupérer. Seuls Maxxie et Effy (surtout Effy, puisque Tony est son frère) seront vraiment gentils avec lui dans la saison 2, Effy prendra soin de lui en permanence. Finalement tout se termine plutôt bien pour Tony, il récupère ami, copine, humour et joie de vivre même s'il a n'a pas pu dire adieu à un ami et doit laisser partir Sid et Michelle.

## Histoire du personnage

### Dans la saison 1
Dans Tony, le pilote de la série, il aide son meilleur ami Sid — persuadé de passer pour un perpétuel loser —  à perdre sa virginité avant d'avoir 17 ans. Pendant un moment il lui suggère d'essayer d'avoir une relation avec Michelle, sa propre petite-amie, prétextant avoir une relation bancale avec celle-ci ; il se rétractera puis lui suggèrera d'essayer plutôt avec Cassie. Il demande à Sid d'aller acheter de la marijuana à un dealer local, marijuana qui finira dans un étang à la fin de l'épisode.
Tony commencera par la suite un flirt avec la fille BCBG du coin, Abigail Stock. Dans l'épisode Jal leur relation secrète est révélée lorsque Jal les surprend en train de s'embrasser. Dans l'épisode Sid, il utilise Abigail pour rompre avec Michelle, avant de se remettre avec elle à la fin de l'épisode, anéantissant moralement Sid. Dans Maxxie et Anwar, durant un voyage en Russie, il essaie d'avoir une relation homosexuelle avec Maxxie cependant ce dernier l'arrête. Michelle a tout vu de la scène ; choquée, elle révèle plus tard, par vengeance, que Tony a fait une fellation à Maxxie.
Dans l'épisode Michelle, Tony continue son flirt avec Maxxie. Excédée, elle se dirige vers eux, gifle Tony et lui révèle qu'elle sait tout des aventures qu'il a eu alors qu'ils étaient ensemble. Il est ensuite frappé par Sid et par une autre fille pendant le cours de psychologie. Michelle commence ensuite une relation avec Josh, le frère d'Abigail. Tony décide de prendre les choses en main le plus malhonnêtement possible pour la récupérer. Il prend des photos d'Abigail nue, les charge sur le téléphone qu'il a volé à Josh et les envoie ensuite à Michelle qui croit évidemment que le MMS vient de Josh. Celui-ci essaie de s'expliquer mais Michelle pense qu'il est aussi fou que sa sœur.
Dans l'épisode Effy, Tony met un terme à sa nature destructrice lorsqu'il est face à un dilemme : il doit avoir une relation sexuelle avec sa sœur inconsciente s'il veut la récupérer. Il ne peut pas et éclate en sanglot. Josh les laisse partir jugeant que Tony a bien retenu la leçon. Là encore son amitié avec Sid est réaffirmée puisqu'il est le seul à venir l'aider à la fin de l'épisode.
Dans Anwar, l'épisode final de la saison 1, Tony paie de nouveau sa dette envers Sid lorsqu'il vient le délivrer d'un hôpital psychiatrique pour le conduire jusqu'à Cassie. Après avoir déposé Sid, il essaie d'appeler Michelle mais perd le signal, il se dirige donc vers la route pour mieux capter. Il avoue son amour pour elle mais se fait renverser par un bus. Michelle ne sait pas ce qui se passe et la saison se termine avec Effy tenant son frère dans ses bras. Son état est alors inconnu à la fin de cette saison.
Dans l'épisode Sid des Lost Weeks, il est révélé que Tony est dans le coma. 
Dans l'épisode Tony des mêmes Lost Weeks, celui-ci se réveille du coma alors qu'il est en train d'écouter une cassette enregistrée par ses amis.

### Dans la saison 2
Dans l'épisode Contrecoup, il apparaît comme mentalement et physiquement changé à cause de son accident. Il a souffert d'un hématome sous-dural, et a perdu confiance en lui. Lors d'une conversation avec la mère de Maxxie, il déclare qu'il se sent stupide et prend brusquement la main de Maxxie lorsqu'un bus passe à côté du leur. Pendant l'épisode, il perd vraiment confiance en lui et saccage tout dans sa chambre. Son père réussit toutefois à le retenir. Sa capacité à écrire a aussi été altérée, mais, grâce à l'aide de Maxxie, il réussit tout de même à écrire son nom à la fin de l'épisode.
Dans La fan, Tony remontre des signes d'affections pour Michelle, mais les conséquences de son accident ne lui permettent pas de commencer une relation. Tony révèle alors devant tout le monde qu'il est incapable d'avoir une érection à la suite de son accident. Plus tard, il recherche Michelle à la comédie musicale mais elle n'est pas là car elle a été empoisonnée par Sketch. Il dit à Michelle qu'il pense lui avoir dit qu'il l'aimait la nuit de l'accident. Elle lui demande alors s'il en est sûr ou si c'est juste une suggestion. Il est incapable de répondre, ce qui frustre Michelle.
Dans Père et fils, le comportement de Tony s'améliore beaucoup mais il a toujours quelques problèmes à s'exprimer correctement. À la fin de l'épisode il aide Sid à surmonter la mort de son père en le prenant dans ses bras dans un club alors que celui-ci est littéralement en train de craquer moralement. Leur profonde amitié est une fois de plus mise en avant à travers cette scène.
Dans l'épisode Michelle, celle-ci persévère avec Tony et tente de le séduire à nouveau mais déchante de nouveau lorsqu'il est toujours incapable de faire l'amour avec elle. Michelle est inquiète qu'il n'aille toujours pas mieux et quitte la chambre en prétextant qu'elle a besoin de plus de temps. Tony décide de ne pas accompagner le reste du groupe au camping, mais lui donne quand même un cadeau. Après avoir eu une relation avec Sid, Michelle ouvre le cadeau et découvre une montre avec une note disant « tu avais besoin de temps ». Tony n'a donc pas vraiment perdu son sens de l'humour.  
Dans l'épisode Un beau gâchis, Tony commence à réapprendre à nager. On le voit dans une piscine avec son père et un groupe d'enfants, qui apprennent également à nager. À la fin de l'épisode il parle à Chris et se jure de ramener tout à la normale, de tout récupérer comme avant son accident (et donc Michelle). Il montre un profond sentiment de dégout lorsqu'il apprend que Michelle et Sid sont maintenant en couple.
Dans l'épisode Le réveil de Tony Tony va dans une école de réhabilitation. Il y croise Beth, une jeune fille étrange, avec qui il se "réveillera" en faisant l'amour avec elle jusqu'à l'orgasme. Ce dernier la remercie de l'avoir aidé. En rentrant à Bristol, il décrit son réveil où il a couché avec elle et se rend dans une boite où il voit Sid et Michelle. Il leur dit qu'il les adore et promet à Michelle qu'il finiront ensemble. Il rentre chez lui, embrasse sa sœur et se déshabille entièrement. Il esquisse un sourire juste avant de se coucher.
Dans Les adieux, l'épisode final de la saison 2, Tony reçoit ses résultats de A-Levels et, à la surprise générale, obtient les meilleures notes de tout le groupe : 3 "A" et 1 "B". Il aide également Sid à voler le cercueil de Chris pour lui rendre un dernier hommage, mais, les deux garçons, se sentant coupables, décident de ramener le cercueil au père de Chris. Tony s'en va pour l'université de Cardiff et fait des adieux très émouvants à Sid en lui déclarant qu'il est la personne qu'il a toujours préférée. À la fin de l'épisode, Michelle et Tony discutent de leur relation et se félicitent de n'avoir pas si mal réussi. Il est presque évident que leurs chemins se séparent à la fin de cet épisode. Michelle allant à l'université d'York, il est très improbable qu'ils continueront leur relation à distance. Dernière apparition de Tony dans la série.

### Dans la saison 3
Katie parle de Tony à sa sœur, Effy, dans le premier épisode, notamment de son accident de bus. Effy ne s'attardera pas sur le sujet.

### Dans la saison 4
Dans l'épisode "Freddie", on peut voir une photo de Tony sur le mur rempli de photos apocalyptiques d'Effy.
Dans l'épisode "Effy", celle-ci parle de l'accident de son frère à son psychiatre, ce qui montre à quel point la jeune fille fut traumatisée.